# Eleccions al Parlament d'Andalusia de 2004
Les Eleccions al Parlament d'Andalusia de 2004 se celebraren el 14 de març. Amb un cens de 6.052.012 electors, els votants foren 4.518.545 (74,7%) i 1.533.467 les abstencions (25,3%). El PSOE guanyà novament, aquest cop amb majoria absoluta, mentre que el PP perd posicions. Aconseguí el nomenament del seu candidat, Manuel Chaves, com a president de la Junta d'Andalusia.
- Els resultats foren:

| ← Eleccions al Parlament d'Andalusia, 2004 →    |           |       |        |
| Partit                                          | Vots      | %     | Escons |
| PSOE                                            | 2.260.545 | 51,07 | 61     |
| PP                                              | 1.426.774 | 32,23 | 37     |
| Izquierda Unida-LV                              | 337.030   | 7,61  | 6      |
| PA                                              | 276.674   | 6,25  | 5      |
| Foro Andaluz                                    | 53.288    | 1,20  |        |
| PSA                                             | 42.219    | 0,95  |        |
| Partido Humanista                               | 5.670     | 0,13  |        |
| Nueva Izquierda Verde Andaluza                  | 5.065     | 0,11  |        |
| Asamblea Nacional de Andalucía                  | 4.544     | 0,10  |        |
| Falange Española de las JONS                    | 4.437     | 0,10  |        |
| Partido de los Trabajadores en Precario         | 3.321     | 0,08  |        |
| IR                                              | 3.310     | 0,07  |        |
| Partido Social-Demócrata Andaluz                | 1.642     | 0,04  |        |
| Asamblea de Izquierdas-Iniciativa por Andalucía | 1.334     | 0,03  |        |
| Otra Democracia es Posible                      | 525       | 0,01  |        |
| Unión Nacional                                  | 523       | 0,01  |        |

A part, es comptabilitzaren 62.451 (1,4%) vots en blanc.

## Diputats electes
- Manuel Chaves (PSOE)
- María del Mar Moreno (PSOE)
- Gaspar Zarrías (PSOE)
- Teófila Martínez (Partit Popular)
- Antonio Ortega (PA)
- Diego Valderas (IV-LV)